# 文化学園大学短期大学部
文化学園大学短期大学部（ぶんかがくえんだいがくたんきだいがくぶ、英語: Bunka Gakuen University Junior College）は、東京都渋谷区代々木に本部を置いていた日本の私立短期大学である。大学の略称は文短。

## 概観

### 大学全体
- 文化学園大学短期大学部は、東京都渋谷区代々木にあった日本の私立短期大学。設置主体は学校法人文化学園。短大制度が発足した1950年に文化女子短期大学として設置された。元々は独立の短大だったが、文化女子大学（2011年文化学園大学に改称）開学後は併設型の短大となった。かつては小平市にも国際文化学科のキャンパスがあったが、学部に吸収されて廃止された。1学年定員が合計945人（2000年度）と短大にしては大規模だった時期もあったが、学科の廃止もあって末期には小規模化していた。

### 建学の精神（校訓・理念・学是）
- 文化学園大学短期大学部における建学の精神は「新しい美と文化の創造」となっていた。

### 教育および研究
- 文化学園大学短期大学部は開学以来、ファッションとデザインをベースとしたカリキュラムとなっていた。

### 学風および特色
- 文化学園大学短期大学部では、学生の集大成ともいえるファッションショーが実施されていた。
- 大学の学部・学科と類似した学科が設置されているため、卒業後それに編入学する学生も多かった。

## 沿革
- 1950年 - 文化女子短期大学（ぶんかじょしたんきだいがく）として開学。服装科（後に服装学科と改称）を設置
- 1964年 - 文化女子大学短期大学部と改称
- 1965年 - 生活造形科が増設される（後に生活造形学科となる）
- 1968年 - 商経科、専攻科を設置
- 1987年 - 国際文化学科を設置
- 1989年 - 専攻科に国際文化コースを設置
- 2011年 - 文化学園大学短期大学部と改称
- 2012年 - 男女共学となる
- 2015年 - 専攻科被服コースを生活造形コースに改称
- 2016年 - 服装学科をファッション学科に改称
- 2020年 - 学生募集停止[1]
- 2022年 - 廃止[2]

## 基礎データ

### 所在地
- 渋谷キャンパス（東京都渋谷区代々木3-22-1）
- 旧 小平キャンパス（東京都小平市上水南町3-2-1）

### 象徴
- 文化学園大学短期大学部のカレッジマークは大学と同様、すみれの花をイメージしていた。

## 教育および研究

### 組織

#### 学科
- ファッション学科

- 国際文化学科：｢欧米文化｣、｢中国文化｣、｢国際観光｣、｢国際ファッション｣の各コースがあった。授業の一環として台湾・中国・アメリカなどでの短期留学も行なわれていた。
- 服装学科：｢ファッションクリエイティブ｣、｢ファッションビジネス｣の各コースがあった。
- 生活造形学科：｢生活雑貨デザイン｣、｢インテリアデコレーション｣、｢インテリアデザイン｣の各コースからなっていた。

#### 商経科
- ビジネス管理コース：高度な経営管理や教養を身につけることを望む学生のための課程だった。

##### 専攻科
- 生活造形コース：主に生活造形学科を卒業した学生を対象により高度な学修を行なう課程として設置されていた。
- 国際文化コース：主に国際文化専攻を卒業した学生を対象に、より高度な学修を行なう課程として設置されていた。

#### 別科
- なし

##### 取得資格について
- インテリアプランナー資格ほかカラーコーディネーター検定試験やトレース技能検定など民間資格の取得支援も行なわれていた。
- かつては、中学校教諭二種免許状が設置されていた。
  - 家庭：服装学科
  - 美術：生活造形学科
  - 英語：国際文化学科

### 教育
- 質の高い大学教育推進プログラム
  - 「ファッションブランドビジネスモデルの構築－短大生のプロジェクトチームによる体験プログラム」にて採択されていた。

## 学生生活

### 部活動・クラブ活動・サークル活動
- 文化学園大学短期大学部にあったクラブ活動
  - 体育系：スキー・弓道・ダンス・テニス・バスケットボール・バレーボール・ワンダーフォーゲルなどがあった。
  - 文化系：イラスト・演劇・写真・美術・フォークソング・放送などがあった。

### 学園祭
- 文化学園大学短期大学部の学園祭は「文化祭」と呼ばれ毎年、概ね11月に行なわれていた。学園祭の名称は、｢文化学園大学｣の｢文化｣に因んでいるものとみられる。過去にあった短大小平キャンパスでは｢けやき祭｣という名称で行われていた。

## 大学関係者と組織

### 大学関係者組織
- 文化学園大学短期大学部の同窓会は、大学と同様「紫友会」と称する。文化女子短期大学だった時分の1954年に発足している。

### 大学関係者一覧

#### 大学関係者
※ 五十音順
- 大沼淳：元学長
- 徳川義親：初代学長
- 成田順
- 濱田勝宏：元学長

#### 出身者
※ 五十音順
- 藍川りの - タレント
- 飯田エリ子 - 宗教家
- 上原美佐 - 元女優
- 勝田里奈 - アイドル (アンジュルム)
- 古手川伸子 - 元女優
- 佐崎愛里 - モデル、レースクイーン[3]
- 沢田聖子 - シンガーソングライター
- 紫子 - 女優[4]
- 篠原ともえ - タレント
- 安岡あゆみ - モデル
- 山岸愛梨 - 気象キャスター（ウェザーニューズ所属）、女優
- ロリィタ族。 - 芸人

## 施設

### 新宿キャンパス
- 使用学科：ファッション学科
- 使用専攻科：商経科
- 使用附属施設：遠藤記念館・服飾博物館
- 交通アクセス：JR新宿駅南出口から徒歩利用するのが最も手っ取り早い方法となっていた。およそ7分程度となっていた。小田急電鉄・京王電鉄などを利用する場合は、事前によく下調べしておく必要があった。
- 設備：短大独自のキャンパスはなく全て大学と共用であった。遠藤記念館・服飾博物館・図書館などがあった。

### 旧・小平キャンパス
- 使用学科：旧・国際文化学科
- 使用専攻科：旧・国際文化専攻
- 設備：小平国際学生会館があった。

## 対外関係

### 他大学との協定

#### 日本
- 放送大学[5]

#### アメリカ
- ニュースクール・フォー・ソーシャル・リサーチ総合大学

#### イギリス
- ノッティンガム・トレント大学

#### ドイツ
- ヴィルツブルクーシュヴァインフルトーアシャッフェンブルク大学

#### 韓国
- 徳成女子大学
- 啓明大学校

#### 台湾
- 実践大学

### 姉妹校
- 文化学園長野専門学校

### 系列校
- 文化学園大学

## 卒業後の進路について

### 就職について
- 服装学科：アパレル関連企業への就職者が最も多く、サンエー・インターナショナル・ジャヴァグループ・ミキハウス・日清紡績・ビームスなどに就職している。
- 生活造形学科：小売や専門商品･総合商品関連の企業に就職している人が多く、サザビーリーグ・コクド・荏原製作所などに就職している。
- 国際文化学科：三菱東京UFJ銀行・三井住友銀行・東レ・みずほ銀行・りそな銀行・伊勢丹などの企業に就職している。

### 編入学･進学実績
- 全学科含めて文化女子大学への編入が多かった。